# Jürgen Melzer
Jürgen Melzer (Wenen, 22 mei 1981) is een voormalig tennisspeler uit Oostenrijk.
Melzer speelt sinds 1999 professioneel tennis. Op 18 april 2011 bereikte hij met een 6e plaats zijn beste plaats in zijn carrière op de ATP Rankings. Melzer is linkshandig.
In 2006 won hij zijn eerste ATP-titel door het ATP-toernooi van Boekarest te winnen. Hij versloeg in de finale de Italiaan Filippo Volandri met 6-1 7-5. In 2009 en in 2010 won Melzer in eigen land het ATP-toernooi van Wenen. In 2010 deed hij dat in een thriller tegen landgenoot Andreas Haider-Maurer. Het jaar 2010 was het beste seizoen uit zijn carrière. In het dubbelspel won hij aan de zijde van de Duitser Philipp Petzschner op het heilige gras van Wimbledon 2010 (mannendubbel). Later in het jaar won hij met Leander Paes uit India het ATP-Toernooi van Shanghai 2010. 
In het enkelspel bereikte hij zowel op Wimbledon 2010 (mannen) als op de US Open 2010 (tennis, mannen) de vierde ronde. Op Roland Garros 2010 (mannen) bereikte Melzer de halve finale, de beste prestatie op het niveau van grandslams. Hij deed dat onder meer door in de kwartfinale Novak Djokovic te verslaan. De nederlaag voor de Serviër is tot op heden de enige verliespartij in de carrière van Djokovic in vijf sets, waarbij hij een 2-0 voorsprong in sets weggaf.
In totaal won Melzer 5 ATP-titels in het enkelspel en 17 titels in het dubbelspel.

## Palmares
| Legenda                       | Legenda               |
| ----------------------------- | --------------------- |
| Grand Slam                    |                       |
| Olympische Spelen             |                       |
| tot 2009                      | vanaf 2009            |
| Tennis Masters Cup            | ATP Finals            |
| ATP Masters Series            | ATP Tour Masters 1000 |
| ATP International Series Gold | ATP Tour 500          |
| ATP International Series      | ATP Tour 250          |

### Enkelspel
| Nr.                  | Datum             | Toernooi          | Ondergrond    | Tegenstander in finale | Score                | Details |
| -------------------- | ----------------- | ----------------- | ------------- | ---------------------- | -------------------- | ------- |
| Gewonnen finales     |                   |                   |               |                        |                      |         |
| 1.                   | 17 september 2006 | ATP Boekarest     | Gravel        | Filippo Volandri       | 6-1, 7-5             | Details |
| 2.                   | 1 november 2009   | ATP Wenen (1)     | Hardcourt (i) | Marin Čilić            | 6-4, 6-3             | Details |
| 3.                   | 31 oktober 2010   | ATP Wenen (2)     | Hardcourt (i) | Andreas Haider-Maurer  | 6-7(10), 7-6(4), 6-4 | Details |
| 4.                   | 26 februari 2012  | ATP Memphis       | Hardcourt (i) | Milos Raonic           | 7-5, 7-6(4)          | Details |
| 5.                   | 24 augustus 2013  | ATP Winston-Salem | Hardcourt     | Gaël Monfils           | 6-3, 2-1 opgave      | Details |
| Verloren finales     |                   |                   |               |                        |                      |         |
| 1.                   | 14 juli 2003      | ATP Newport       | Gras          | Robby Ginepri          | 4-6, 7-6(3), 1-6     | Details |
| 2.                   | 22 mei 2005       | ATP St. Pölten    | Gravel        | Nikolaj Davydenko      | 3-6, 6-2, 4-6        | Details |
| 3.                   | 16 april 2006     | ATP Houston       | Gravel        | Mardy Fish             | 6-3, 4-6, 3-6        | Details |
| 4.                   | 8 oktober 2006    | ATP Metz          | Hardcourt (i) | Novak Đoković          | 6-4, 3-6, 2-6        | Details |
| 5.                   | 4 maart 2007      | ATP Las Vegas     | Hardcourt     | Lleyton Hewitt         | 4-6, 6-7(10)         | Details |
| 6.                   | 22 augustus 2008  | ATP Kitzbühel     | Gravel        | Juan Martín del Potro  | 2-6, 1-6             | Details |
| 7.                   | 25 juli 2010      | ATP Hamburg       | Gravel        | Andrej Goloebev        | 3-6, 5-7             | Details |
| 8.                   | 10 februari 2013  | ATP Zagreb        | Hardcourt (i) | Marin Čilić            | 3-6, 1-6             | Details |
| Gewonnen challengers |                   |                   |               |                        |                      |         |
| 1.                   | 26 augustus 2001  | Mönchengladbach   | Gravel        | Jens Knippschild       | 4-6, 6-1, 6-3        |         |
| 2.                   | 21 maart 2004     | Boca Raton        | Hardcourt     | Thomas Enqvist         | 6-3, 4-6, 6-3        |         |

### Dubbelspel
| Nr.                              | Datum             | Toernooi            | Ondergrond    | Partner                | Tegenstanders in finale                   | Score                | Details |
| -------------------------------- | ----------------- | ------------------- | ------------- | ---------------------- | ----------------------------------------- | -------------------- | ------- |
| Gewonnen ATP-finales herendubbel |                   |                     |               |                        |                                           |                      |         |
| 1.                               | 30 oktober 2005   | ATP Sint-Petersburg | Tapijt (i)    | Julian Knowle          | Jonas Björkman Maks Mirni                 | 4-6, 7-5, 7-5        | Details |
| 2.                               | 1 mei 2006        | ATP Casablanca (1)  | Gravel        | Julian Knowle          | Michael Kohlmann Alexander Waske          | 6-3, 6-4             | Details |
| 3.                               | 16 juli 2006      | ATP Newport         | Gras          | Robert Kendrick        | Jeff Coetzee Justin Gimelstob             | 7-6(3), 6-0          | Details |
| 4.                               | 21 juni 2008      | ATP Rosmalen        | Gras          | Mario Ančić            | Mahesh Bhupathi Leander Paes              | 7-6(5), 6-3          | Details |
| 5.                               | 29 augustus 2009  | ATP New Haven       | Hardcourt     | Julian Knowle          | Bruno Soares Kevin Ullyett                | 6-4, 7-6(3)          | Details |
| 6.                               | 11 oktober 2009   | ATP Tokio           | Hardcourt     | Julian Knowle          | Ross Hutchins Jordan Kerr                 | 6-2, 5-7, [10-8]     | Details |
| 7.                               | 7 februari 2010   | ATP Zagreb          | Hardcourt (i) | Philipp Petzschner     | Arnaud Clément Olivier Rochus             | 6-3, 3-6, [10-8]     | Details |
| 8.                               | 3 juli 2010       | Wimbledon           | Gras          | Philipp Petzschner     | Robert Lindstedt Horia Tecău              | 6-1, 7-5, 7-5        | Details |
| 9.                               | 17 oktober 2010   | ATP Shanghai        | Hardcourt     | Leander Paes           | Mariusz Fyrstenberg Marcin Matkowski      | 7-5, 4-6, [10-5]     | Details |
| 10.                              | 13 februari 2011  | ATP Rotterdam       | Hardcourt (i) | Philipp Petzschner     | Michaël Llodra Nenad Zimonjić             | 6-4, 3-6, [10-5]     | Details |
| 11.                              | 18 juli 2011      | ATP Stuttgart       | Gravel        | Philipp Petzschner     | Marcel Granollers Marc López              | 6-3, 6-4             | Details |
| 12.                              | 10 september 2011 | US Open             | Hardcourt     | Philipp Petzschner     | Mariusz Fyrstenberg Marcin Matkowski      | 6-2, 6-2             | Details |
| 13.                              | 19 oktober 2014   | ATP Wenen           | Hardcourt (i) | Philipp Petzschner     | Andre Begemann Julian Knowle              | 7-6(6), 4-6, [10-7]  | Details |
| 14.                              | 10 februari 2019  | ATP Sofia           | Hardcourt (i) | Nikola Mektić          | Hsieh Cheng-peng Christopher Rungkat      | 6-2, 4-6, [10-2]     | Details |
| 15.                              | 13 april 2019     | ATP Marrakesh (2)   | Gravel        | Franko Škugor          | Matwé Middelkoop Frederik Nielsen         | 6-4, 7-6(6)          | Details |
| 16.                              | 28 juli 2019      | ATP Hamburg         | Gravel        | Oliver Marach          | Robin Haase Wesley Koolhof                | 6-2, 7-6(3)          | Details |
| 17.                              | 18 oktober 2020   | ATP Sint-Petersburg | Hardcourt (i) | Édouard Roger-Vasselin | Marcelo Demoliner Matwé Middelkoop        | 6-2, 7-6(4)          | Details |
| Verloren ATP-finales herendubbel |                   |                     |               |                        |                                           |                      |         |
| 1.                               | 14 juli 2002      | ATP Newport         | Gras          | Alexander Popp         | Bob Bryan Mike Bryan                      | 5-7, 3-6             | Details |
| 2.                               | 13 juli 2003      | ATP Newport         | Gras          | Julian Knowle          | Jordan Kerr David Macpherson              | 6-7(4), 3-6          | Details |
| 3.                               | 27 juli 2003      | ATP Kitzbühel       | Gravel        | Alexander Peya         | Martin Damm Cyril Suk                     | 4-6, 4-6             | Details |
| 4.                               | 17 april 2006     | ATP Houston         | Gravel        | Julian Knowle          | Michael Kohlmann Alexander Waske          | 7-5, 4-6, [5-10]     | Details |
| 5.                               | 8 oktober 2006    | ATP Metz            | Hardcourt (i) | Julian Knowle          | Richard Gasquet Fabrice Santoro           | 6-3, 1-6, [9-11]     | Details |
| 6.                               | 15 oktober 2006   | ATP Wenen           | Hardcourt (i) | Julian Knowle          | Petr Pála Pavel Vízner                    | 4-6, 6-3, [10-12]    | Details |
| 7.                               | 29 oktober 2006   | ATP Sint-Petersburg | Tapijt (i)    | Julian Knowle          | Simon Aspelin Todd Perry                  | 1-6, 6-7(3)          | Details |
| 8.                               | 25 februari 2007  | ATP Memphis         | Hardcourt (i) | Julian Knowle          | Eric Butorac Jamie Murray                 | 5-7, 3-6             | Details |
| 9.                               | 28 oktober 2007   | ATP Sint-Petersburg | Tapijt (i)    | Todd Perry             | Daniel Nestor Nenad Zimonjić              | 1-6, 6-7(3)          | Details |
| 10.                              | 12 januari 2008   | ATP Auckland        | Hardcourt     | Xavier Malisse         | Luis Horna Juan Mónaco                    | 4-6, 6-3, [7-10]     | Details |
| 11.                              | 24 mei 2008       | ATP Pörtschach      | Gravel        | Julian Knowle          | Marcelo Melo André Sá                     | 5-7, 7-6(3), [11-13] | Details |
| 12.                              | 1 november 2009   | ATP Wenen           | Hardcourt (i) | Julian Knowle          | Łukasz Kubot Oliver Marach                | 2-6, 6-4, [9-11]     | Details |
| 13.                              | 3 oktober 2010    | ATP Bangkok         | Hardcourt (i) | Jonathan Erlich        | Christopher Kas Viktor Troicki            | 4-6, 4-6             | Details |
| 14.                              | 8 januari 2012    | ATP Brisbane        | Hardcourt     | Philipp Petzschner     | Maks Mirni Daniel Nestor                  | 1-6, 2-6             | Details |
| 15.                              | 2 november 2014   | ATP Parijs          | Hardcourt (i) | Marcin Matkowski       | Bob Bryan Mike Bryan                      | 6-7(5), 7-5, [6-10]  | Details |
| 16.                              | 3 mei 2015        | ATP Istanbul        | Gravel        | Robert Lindstedt       | Radu Albot Dušan Lajović                  | 4-6, 6-7(2)          | Details |
| 17.                              | 23 oktober 2016   | ATP Moskou          | Hardcourt (i) | Julian Knowle          | Juan Sebastián Cabal Robert Farah Maksoud | 5-7, 6-4, [5-10]     | Details |
| 18.                              | 20 juli 2019      | ATP Umag            | Gravel        | Oliver Marach          | Robin Haase Philipp Oswald                | 5-7, 7-6(2), [12-14] | Details |
| 19.                              | 14 november 2020  | ATP Sofia           | Hardcourt (i) | Édouard Roger-Vasselin | Jamie Murray Neal Skupski                 | Walk-over            | Details |
| 20.                              | 22 november 2020  | ATP Finals          | Hardcourt (i) | Édouard Roger-Vasselin | Wesley Koolhof Nikola Mektić              | 2-6, 6-3, [5-10]     | Details |
| Gewonnen challengers herendubbel |                   |                     |               |                        |                                           |                      |         |
| 1.                               | 24 februari 2002  | Andrezieux          |               |                        |                                           |                      |         |
| 2.                               | 3 augustus 2008   | Graz                | Gravel        | Gerald Melzer          | Julien Jeanpierre Nicolas Renavand        | 1-6, 7-6(8), [10-4]  |         |

## Prestatietabellen

### Enkelspel
| Legenda | Legenda                          |
| ------- | -------------------------------- |
| g.t.    | geen toernooi gehouden           |
| l.c.    | lagere categorie                 |
| –       | niet deelgenomen                 |
| G       | uitgeschakeld in de groepsfase   |
| 1R      | uitgeschakeld in de eerste ronde |
| 2R      | uitgeschakeld in de tweede ronde |
| 3R      | uitgeschakeld in de derde ronde  |
| 4R      | uitgeschakeld in de vierde ronde |
| KF      | uitgeschakeld in de kwartfinale  |
| HF      | uitgeschakeld in de halve finale |
| F       | de finale verloren               |
| W       | het toernooi gewonnen            |
| w-v     | winst/verlies-balans             |

| Toernooi             | 1999 | 2000 | 2001 | 2002 | 2003 | 2004 | 2005 | 2006 | 2007 | 2008 | 2009 | 2010 | 2011 | 2012 | 2013 | 2014 | 2015 | 2016 | 2017 | 2018 |
| -------------------- | ---- | ---- | ---- | ---- | ---- | ---- | ---- | ---- | ---- | ---- | ---- | ---- | ---- | ---- | ---- | ---- | ---- | ---- | ---- | ---- |
| Grandslamtoernooien  |      |      |      |      |      |      |      |      |      |      |      |      |      |      |      |      |      |      |      |      |
| Australian Open      | –    | –    | –    | –    | 1R   | 3R   | 3R   | 1R   | 2R   | 2R   | 3R   | 1R   | 4R   | 1R   | 3R   | –    | 2R   | –    | 1R   | –    |
| Roland Garros        | –    | –    | –    | –    | 1R   | 2R   | 3R   | 1R   | 2R   | 3R   | 3R   | HF   | 2R   | 1R   | 1R   | 2R   | 2R   | –    | –    | –    |
| Wimbledon            | –    | 1R   | –    | 1R   | 2R   | 1R   | 3R   | 1R   | –    | 3R   | 3R   | 4R   | 3R   | 2R   | 4R   | 1R   | –    | –    | –    | –    |
| US Open              | –    | –    | –    | 2R   | 2R   | 3R   | 1R   | 1R   | 2R   | 3R   | 2R   | 4R   | 2R   | 1R   | 1R   | 1R   | 2R   | –    | –    | –    |
| ATP Masters 1000     |      |      |      |      |      |      |      |      |      |      |      |      |      |      |      |      |      |      |      |      |
| Indian Wells         | –    | –    | –    | –    | –    | 1R   | 3R   | 1R   | 2R   | 2R   | 3R   | 4R   | 3R   | 2R   | 1R   | –    | 2R   | –    | –    | –    |
| Miami                | –    | –    | –    | –    | –    | 3R   | 1R   | 1R   | 2R   | 2R   | 2R   | 3R   | 2R   | 3R   | KF   | –    | 2R   | –    | –    | –    |
| Monte Carlo          | –    | –    | –    | –    | –    | –    | 1R   | –    | 1R   | –    | 1R   | 2R   | HF   | 2R   | 3R   | 1R   | –    | –    | –    | –    |
| Hamburg              | –    | –    | –    | –    | –    | KF   | 1R   | 1R   | 3R   | –    | l.c. | l.c. | l.c. | l.c. | l.c. | l.c. | l.c. | l.c. | l.c. | l.c. |
| Madrid               | g.t. | g.t. | g.t. | –    | –    | –    | 2R   | –    | 1R   | –    | 2R   | KF   | 2R   | 2R   | 1R   | 1R   | –    | –    | –    | –    |
| Rome                 | –    | –    | –    | –    | –    | –    | 1R   | –    | 1R   | –    | 3R   | 1R   | 2R   | 1R   | 1R   | 3R   | –    | –    | –    | –    |
| Montréal/Toronto     | –    | –    | –    | –    | –    | KF   | 1R   | –    | 1R   | –    | 1R   | –    | –    | 1R   | 1R   | 1R   | –    | –    | –    | –    |
| Cincinnati           | –    | –    | –    | –    | –    | 1R   | 1R   | –    | 3R   | –    | 2R   | 2R   | 1R   | 1R   | 1R   | 1R   | –    | –    | –    | –    |
| Stuttgart            | –    | –    | –    | g.t. | g.t. | g.t. | g.t. | g.t. | g.t. | g.t. | g.t. | g.t. | g.t. | g.t. | g.t. | g.t. | g.t. | g.t. | g.t. | g.t. |
| Shanghai             | g.t. | g.t. | g.t. | g.t. | g.t. | g.t. | g.t. | g.t. | g.t. | g.t. | 3R   | KF   | 2R   | 1R   | 2R   | –    | –    | –    | –    | –    |
| Parijs               | –    | –    | –    | –    | –    | 3R   | –    | –    | 1R   | –    | –    | KF   | –    | 1R   | –    | 2R   | –    | –    | –    | –    |
| Olympische Spelen    |      |      |      |      |      |      |      |      |      |      |      |      |      |      |      |      |      |      |      |      |
| Olympische Spelen    | g.t. | –    | g.t. | g.t. | g.t. | 1R   | g.t. | g.t. | g.t. | KF   | g.t. | g.t. | g.t. | 1R   | g.t. | g.t. | g.t. | –    | g.t. | g.t. |
| Statistieken         |      |      |      |      |      |      |      |      |      |      |      |      |      |      |      |      |      |      |      |      |
| Totaal aantal titels | 0    | 0    | 0    | 0    | 0    | 0    | 0    | 1    | 0    | 0    | 1    | 1    | 0    | 1    | 1    | 0    | 0    | 0    | 0    | 0    |
| Eindejaarsranking    | 491  | 358  | 168  | 91   | 79   | 39   | 54   | 41   | 60   | 34   | 28   | 11   | 34   | 29   | 27   | 113  | 155  | 306  | 186  | 288  |

### Dubbelspel
| Toernooi             | 1999 | 2000 | 2001 | 2002 | 2003 | 2004 | 2005 | 2006 | 2007 | 2008 | 2009 | 2010 | 2011 | 2012 | 2013 | 2014 | 2015 | 2016 | 2017 | 2018 | 2019 | 2020 | 2021 |      |
| -------------------- | ---- | ---- | ---- | ---- | ---- | ---- | ---- | ---- | ---- | ---- | ---- | ---- | ---- | ---- | ---- | ---- | ---- | ---- | ---- | ---- | ---- | ---- | ---- | ---- |
| Grandslamtoernooien  |      |      |      |      |      |      |      |      |      |      |      |      |      |      |      |      |      |      |      |      |      |      |      |      |
| Australian Open      | –    | –    | –    | –    | –    | 2R   | HF   | 3R   | 3R   | 2R   | 1R   | 3R   | KF   | 3R   | 1R   | –    | 1R   | –    | 2R   | –    | –    | 2R   | –    |      |
| Roland Garros        | –    | –    | –    | –    | –    | 1R   | KF   | 3R   | –    | 2R   | 2R   | 1R   | –    | 3R   | 2R   | 3R   | –    | –    | –    | –    | 2R   | 3R   | 1R   |      |
| Wimbledon            | –    | –    | –    | –    | 1R   | –    | 3R   | 1R   | –    | 2R   | 1R   | W    | KF   | HF   | KF   | 2R   | 2R   | –    | –    | 1R   | 2R   | g.t. | 1R   |      |
| US Open              | –    | –    | –    | –    | 2R   | 2R   | 2R   | 2R   | 1R   | 2R   | 3R   | 1R   | W    | 2R   | 1R   | 2R   | 1R   | 2R   | –    | 3R   | KF   | 1R   |      |      |
| ATP Finals           |      |      |      |      |      |      |      |      |      |      |      |      |      |      |      |      |      |      |      |      |      |      |      |      |
| ATP Finals           | –    | –    | –    | –    | –    | –    | –    | –    | –    | –    | –    | G    | G    | –    | –    | –    | –    | –    | –    | –    | –    | F    |      |      |
| ATP Masters 1000     |      |      |      |      |      |      |      |      |      |      |      |      |      |      |      |      |      |      |      |      |      |      |      |      |
| Indian Wells         | –    | –    | –    | –    | –    | –    | 1R   | KF   | HF   | –    | 1R   | 1R   | 2R   | –    | –    | –    | 1R   | –    | –    | –    | –    | g.t. |      |      |
| Miami                | –    | –    | –    | –    | –    | –    | –    | –    | 2R   | 1R   | HF   | 1R   | HF   | 1R   | 1R   | –    | 2R   | –    | –    | –    | –    | g.t. | –    |      |
| Monte Carlo          | –    | –    | –    | –    | –    | –    | –    | –    | –    | –    | –    | 2R   | 2R   | KF   | KF   | 1R   | –    | –    | –    | –    | 2R   | g.t. | –    |      |
| Hamburg              | –    | –    | –    | –    | –    | –    | –    | 2R   | –    | –    | l.c. | l.c. | l.c. | l.c. | l.c. | l.c. | l.c. | l.c. | l.c. | l.c. | l.c. | l.c. | l.c. | l.c. |
| Madrid               | l.c. | l.c. | l.c. | –    | –    | –    | –    | –    | –    | –    | 1R   | 1R   | –    | 2R   | 2R   | KF   | 2R   | –    | –    | –    | –    | g.t. | –    |      |
| Rome                 | –    | –    | –    | –    | –    | –    | 1R   | –    | 1R   | –    | 2R   | –    | –    | 2R   | 2R   | 2R   | 1R   | –    | –    | –    | 2R   | HF   | –    |      |
| Montreal/Toronto     | –    | –    | –    | –    | –    | –    | –    | –    | –    | –    | 2R   | KF   | –    | HF   | 2R   | 1R   | –    | –    | –    | –    | 1R   | g.t. |      |      |
| Cincinnati           | –    | –    | –    | –    | –    | –    | –    | –    | 1R   | –    | 1R   | 2R   | 2R   | 1R   | 2R   | 1R   | –    | –    | –    | –    | 1R   | 2R   |      |      |
| Stuttgart            | –    | –    | –    | g.t. | g.t. | g.t. | g.t. | g.t. | g.t. | g.t. | g.t. | g.t. | g.t. | g.t. | g.t. | g.t. | g.t. | g.t. | g.t. | g.t. | g.t. | g.t. | g.t. | g.t. |
| Shanghai             | g.t. | g.t. | g.t. | g.t. | g.t. | g.t. | g.t. | g.t. | g.t. | g.t. | HF   | W    | 2R   | KF   | –    | –    | –    | –    | –    | –    | 1R   | g.t. |      |      |
| Parijs               | –    | –    | –    | –    | –    | –    | –    | 1R   | 2R   | –    | –    | –    | –    | 2R   | –    | F    | –    | –    | –    | –    | 2R   | HF   |      |      |
| Olympische Spelen    |      |      |      |      |      |      |      |      |      |      |      |      |      |      |      |      |      |      |      |      |      |      |      |      |
| Olympische Spelen    | g.t. | –    | g.t. | g.t. | g.t. | –    | g.t. | g.t. | g.t. | 2R   | g.t. | g.t. | g.t. | 2R   | g.t. | g.t. | g.t. | –    | g.t. | g.t. | g.t. | g.t. |      |      |
| Statistieken         |      |      |      |      |      |      |      |      |      |      |      |      |      |      |      |      |      |      |      |      |      |      |      |      |
| Totaal aantal titels | 0    | 0    | 0    | 0    | 0    | 0    | 1    | 2    | 0    | 1    | 2    | 3    | 3    | 0    | 0    | 1    | 0    | 0    | 0    | 0    | 3    | 1    | 0    |      |
| Eindejaarsranking    | 330  | 650  | 505  | 181  | 83   | 101  | 28   | 22   | 53   | 46   | 26   | 8    | 13   | 26   | 51   | 35   | 107  | 162  | 214  | 134  | 36   | 21   |      |      |